# Gerald Krasner
Gerald Krasner, född 1949, är en engelsk affärsman och före detta ordförande i den engelska fotbollsklubben Leeds United AFC 2004-2005. Krasner var en partner i Bartfields, ett företag som specialiserat sig på att sanera företag.
Krasner ledde 2004 ett konsortium av lokala affärsmän som framgångsrikt tog över Leeds United efter att klubben hamnat i grava finansiella problem. Under Krasner ledning förlorade Leeds kampen mot nedflyttning vilket var början till en av de svåraste tiderna i klubbens historia.